# Янская стоянка
Янская стоянка — самая северная после Буор-Хая/Орто-Стан палеолитическая стоянка человека современного типа в Арктике (Якутия), датируемая возрастом в 32,5 тыс. лет.
Стоянка была обнаружена в 2001 году на севере Якутии в районе посёлка золотодобытчиков Северный (Усть-Янский улус), благодаря геологу Михаилу Дашцерене, ранее обнаружившему в этом месте орудие из кости шерстистого носорога. Стоянка находится в 120 км от устья реки Яна и севернее 71° с. ш. До этого самой северной в мире считалась стоянка Бёрёлёх, расположенная немного южнее 71° с. ш. на реке Берелёх, а также стоянки Бызовая, Мамонтова Курья и местонахождение Кымынейкей.
Янская стоянка (Яна RHS) приурочена ко второй 18-метровой террасе Яны и представляет собой группу участков, рассредоточенных на протяжении 2,5 км в средней части отложений этой террасы на высоте 7—7,5 метров.
Десятки радиоуглеродных датировок дают возраст 27—28,5 тыс. лет. На стоянке обнаружены каменные, костяные и бивневые орудия, утварь и изделия символического назначения (украшения, предметы искусства). Со времени открытия стоянок Мальта́ и Буреть впервые в Сибири была открыта столь богатая и разнообразная коллекция предметов искусств на памятнике эпохи палеолита. Искусство Янской стоянки имеет глубокие корни, уходящие к общей культурной основе верхнего палеолита Евразии. В материале Янской стоянки не обнаружено ничего общего с индустрией более южной дюктайской культуры. Человеческих останков на стоянке долгое время не могли обнаружить.
В пункте Северный Янской стоянки найдены скопления костных остатков плейстоценовых зверей, которые были складированы обитателями стоянки в понижении рельефа, в заболоченном месте вблизи жилой зоны. Неподалеку обнаружен участок культурного слоя с очагом. На трёх лопатках шерстистых мамонтов и на правой подвздошной кости таза молодого мамонта были обнаружены следы от ударов копья древнего человека, что свидетельствует об охоте людей на мамонтов. Подъязычные кости мамонта были найдены в том же культурном слое, но отделены от основного костного накопления, что указывает на транспортировку и потребление свежих органов мамонта. Мамонтов добывали не только ради мяса, но также и для того, чтобы изготавливать из их бивней древки метательных орудий.
Руководитель экспедиции Института истории материальной культуры РАН Владимир Питулько считает, что обитатели янской стоянки, жившие 28,5—27 тыс. л. н., могли использовать украшения (бусы, налобные обручи («диадемы»), браслеты) как своеобразную систему идентификации личности.

## Палеогенетика

### Люди
У двух фрагментированных молочных зубов (Yana 1 и Yana 2), найденных на Янской стоянке (возраст ~31,6 тыс. лет назад), определены Y-хромосомная гаплогруппа P1 (предковая для Y-хромосомных гаплогрупп Q и R) и митохондриальная гаплогруппа U2. Популяция древних северных сибиряков (Ancient North Siberians, ANS), представленная обитателями Янской стоянки, отошла ~38 тыс. лет назад от западных евразийцев, вскоре после того, как последние отделились от восточных азиатов. Между 20 и 11 тыс. лет назад население ANS было в значительной степени заменено народами с предками из Восточной Азии. Смешение восточно-азиатской и северосибирской популяций позже привело к возникновению палеосибирской популяции, представленной образцом из Дуванного Яра (9,77 тыс. л. н.), и предков коренных американцев, впоследствии заселивших Америку.
У средневекового образца Yana_young (766 л. н.) определена Y-хромосомная гаплогруппа N1a1a1a1a4a1-M1993>M1993* и митохондриальная гаплогруппа D4o2a2a.

### Животные
У четырёх представителей семейства псовых вида Canis lupus с Янской стоянки, живших 28 тыс. л. н., генетики определили три митохондриальных гаплотипа. У одного образца с Яны (S805) ветвь гаплотипа была такая же, как у ныне вымершего японского волка (Canis lupus hodophilax), датированного XIV—XVIII веками.
Геном из плейстоценовой волчьей нижней челюсти «Яна» имеет покрытие 4,7×. Челюсть датирована 33 019,5 календарными годами до настоящего времени. Геном «Яна» оказался связан с волками, тогда как геном собаки «Жохов» с мезолитической Жоховской стоянки оказался наиболее тесно связан с собаками. Геном «Яна» более тесно связан с плейстоценовым волком с Таймыра, чем с современными волками. D-статистика указала на избыток аллелей между плейстоценовыми волками с Янской стоянки и с Таймыра с одной стороны и американо-жоховскими ездовыми собаками с другой, что наводит на мысль о смешении, произошедшем между плейстоценовыми волками и предками американо-жоховских ездовых собак.